# تماس شیطانی
تماس شیطانی فیلمی به کارگردانی و نویسندگی حسن قلی‌زاده محصول سال ۱۳۷۱ است.

## خلاصه داستان
در سال ۱۳۲۰، در موقع اشغال ایران توسط ارتش متفقین، یک بازیگر روسی به نام کاترین در تماشا خانهٔ اطلس کشته می‌شود و مأموران پس از بازرسی مقدماتی از پیگیری ماجرا امتناع می‌کنند. وصالی، کارگردان تماشاخانه، تصمیم می‌گیرد موضوع را دنبال کند. او در می‌یابد که فاروقی، شوهر کاترین، که سال‌ها پیش از او جدا شده به تازگی فوت کرده و دختری به نام نفیسه از او مانده‌است. وصالی موفق می‌شود دفترچهٔ خاطرات فاروقی را از نفیسه امانت بگیرد تا به پلیس برساند. عطوفتی، رئیس تماشاخانه، از سفر بازمی‌گردد و وصالی از ارتباط او با فاروقی، که هر دو تمایلات فاشیستی داشته‌اند، آگاه می‌شود. وصالی با مطالعهٔ دفتر خاطرات فاروقی به نکات تازه‌ای می‌رسد و برای به دست آوردن اطلاعات به اتاق عطوفتی می‌رود و با او گلاویز می‌شود. افراد عطوفتی نفیسه را برای به دست آوردن دفترچه گروگان می‌گیرند و وصالی پس از آزاد کردن نفیسه با او می‌گریزد. در حالی که دفترچه در اختیار عطوفتی است خانهٔ آن‌ها طعمهٔ حریق می‌شود.

## بازیگران
- جمشید هاشم‌پور
- مجید مظفری
- فریماه فرجامی
- کتایون ریاحی
- حمیده خیرآبادی
- مرتضی ضرابی
- علی‌اصغر گرمسیری
- منوچهر حامدی
- ابراهیم‌آبادی
- لوریک میناسیان